# Virginia True Boardman
Virginia True Boardman (23 de maio de 1889 - 10 de junho de 1971), também conhecida como Virginia Eames, foi uma atriz de cinema estadunidense da era do cinema mudo, que atuou em 54 filmes entre 1911 e 1936.

## Biografia
Nascida Margaret Shields em Fort Davis, Texas, começou a atuar no teatro em 1906, com o nome Virginia Eames e posteriormente estreou no cinema. Seu primeiro filme foi The Mission Worker, em 1911, pela Selig Polyscope Company. Atuou em vários curta-metragens pela Selig, depois pela Essanay Studios, ainda creditada como Virginia Eames. Atuou em westerns de Broncho Billy Anderson, como em Broncho Billy's Sentence (1915), além de outros westerns ao lado de Tom Mix, Jack Hoxie e William Farnum. Atuou em dramas, como The Home Maker (1925), pela King Baggot Productions, e em filmes como Down the Stretch, em 1927 pela Universal Pictures, e The Lady Lies, de 1929, pela Paramount Pictures, ao lado de Claudette Colbert e Walter Huston.
Quando iniciou a era sonora, Virginia não se adaptou, assim como muitas outras atrizes da época, e nos anos 1930, sua carreira declinou, atuando apenas em pequenos papéis muitas vezes não creditados. Seu último filme foi o western Brand of the Outlaws, em 1936, filme estrelado por Bob Steele.

## Vida pessoal
Foi casada com o ator True Boardman até a morte dele pela gripe espanhola, em 1918, e tiveram um filho, True Eames Boardman (1909–2003), que teve uma longa carreira como roteirista para rádio, cinema e televisão e que, quando garoto, apareceu em vários filmes, alguns estrelados por Charlie Chaplin e Mary Pickford. Foi bisavó da atriz Lisa Gerritsen.
Virginia morreu em Hollywood, Califórnia, aos 82 anos, de Infarto agudo do miocárdio, e está sepultada no Forest Lawn Memorial Park, em Glendale.

## Filmografia parcial
- The Mission Worker (1911)
- Broncho Billy's Sentence (1915)[9]

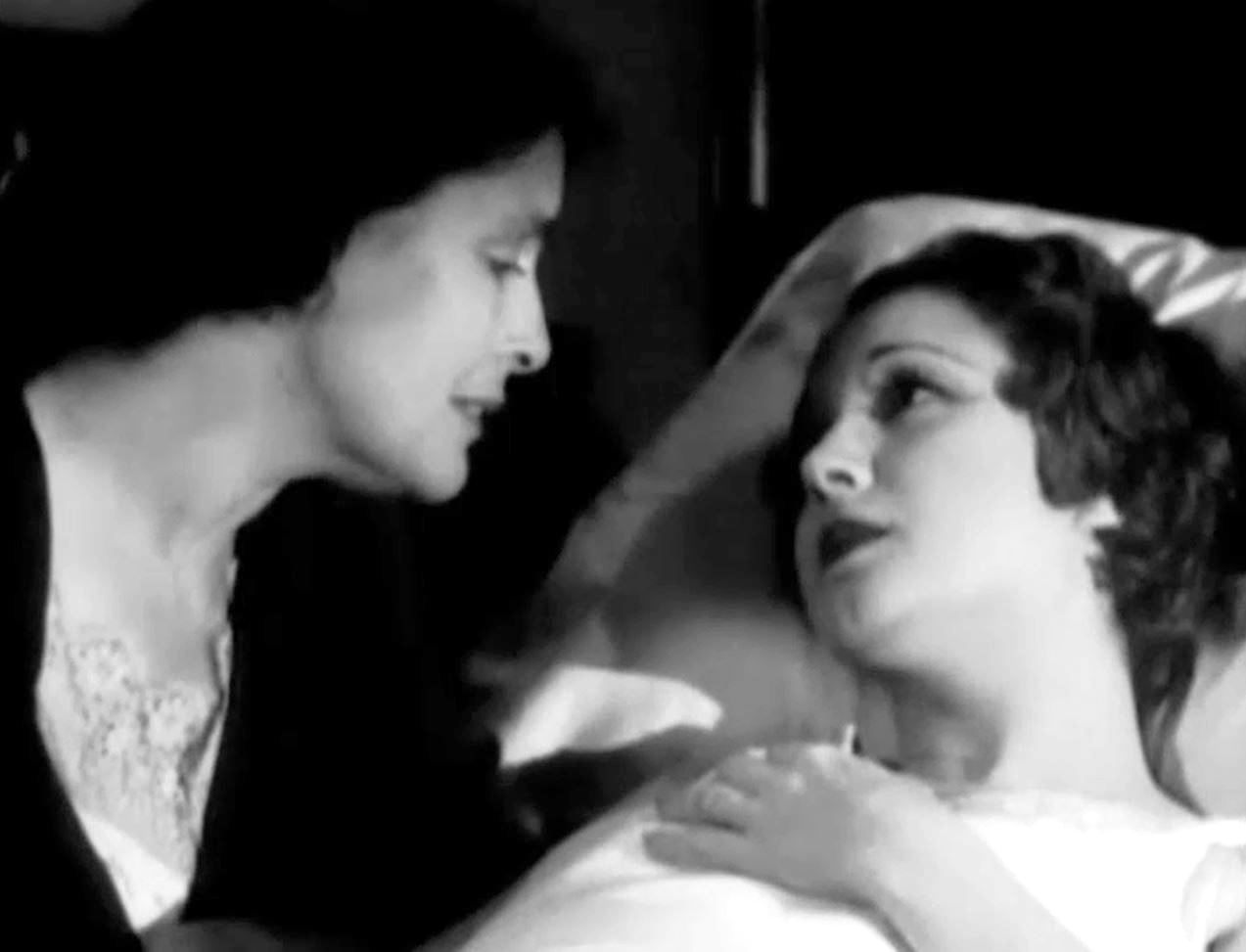
Helen Foster como Ann Dixon e Virginia True Boardman como Martha Dixon no filme The Road to Ruin (1934)

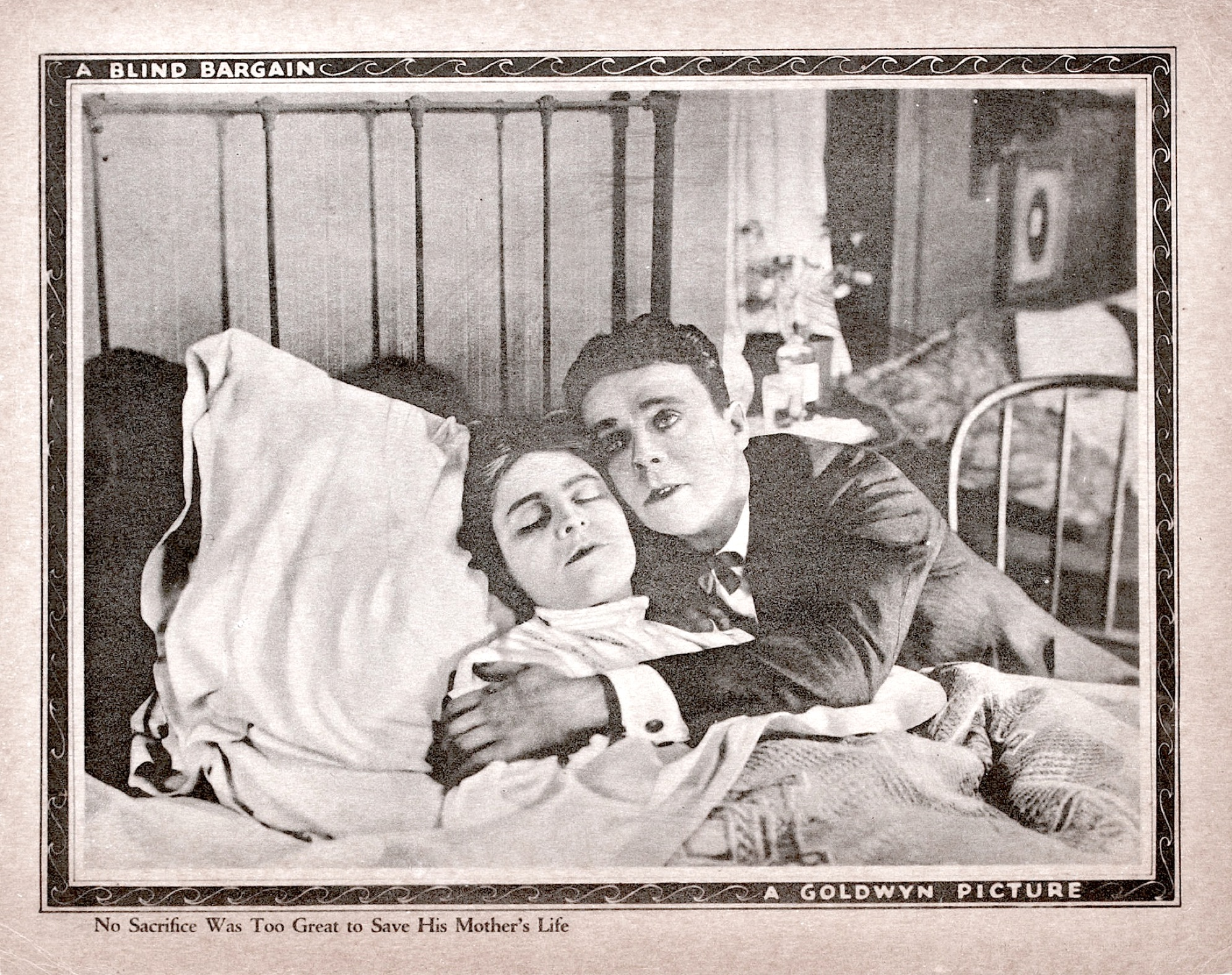
Virginia True Boardman e Raymond McKee em uma cena do filme A Blind Bargain (1922)

- The Light of the Western Stars (1918)
- Penrod (1922)
- The Village Blacksmith (1922)
- A Blind Bargain (1922)[10]
- Three Jumps Ahead (1923)
- The Village Blacksmith (1923)
- The Tomboy (1924)
- The Home Maker (1925)
- The Test of Donald Norton (1926)
- Down the Stretch (1927)
- King of the Jungle (1927)
- The Lady Lies (1929)
- Sister to Judas (1932)[11]
- The Road to Ruin (1934)
- Brand of the Outlaws (1936)